# ويليام هاميلتون (أستاذ جامعي)
ويليام هاميلتون (بالإنجليزية: William Hamilton)‏ هو عالم عقيدة أمريكي، ولد في 9 مارس 1924 في إيفانستون في الولايات المتحدة، وتوفي في 28 فبراير 2012 في بورتلاند في الولايات المتحدة.